# Pigmaleão e a Imagem (Burne-Jones)
Pigmaleão e a Imagem (em inglês:  Pygmalion and the Image) é o segundo conjunto de quatro pinturas a óleo sobre tela do pintor inglês pré-rafaelita Edward Burne-Jones, pintadas entre 1875 e 1878, relativas à história de Pigmaleão e Galateia, pinturas que se encontram no Museu e Galeria de Arte de Birmingham.
O conjunto de pinturas conta a história de Pigmaleão, um escultor de Chipre que recorreu ao apoio de Afrodite para alcançar a esposa ideal, história que consta de Metamorfoses de Ovídio, e que  William Morris incluira no seu poema épico O Paraíso Terrestre (The Earthly Paradise) publicado entre 1868 e 1870 antes portanto de Burne-Jones ter criado a série.
Neste conjunto sobre Pigmaleão (1875-1878), Edward Burne-Jones corporiza a história clássica do amor e das aspirações humanas numa sequência narrativa de quatro imagens. Na história antiga, Pigmaleão, que não encontra nenhuma mulher suficientemente bela para amar, esculpe uma estátua de uma mulher ideal e acaba apaixonado por ela, pedindo a Afrodite que lhe dê uma mulher tal qual a estátua. A Deusa responde ao pedido dele dando vida à estátua a que dá o nome de Galateia e com quem ele se casa.
Pintado em tons delicados e suaves que contrastam com a rica paleta de trabalhos anteriores, como A Canção do  Amor (Le Chant d´Amour, em Galeria) e Laus Veneris (1869), Burne-Jones trata esta alegoria grega com elementos do amor cortesão medieval. Pode-se considerar a série como um clara homenagem à escultura grega no tratamento pelo artista das figuras nuas e da roupagem. O pintor também expressa a busca romântica do amor puro e ideal com tons melancólicos de desejo ardente e não satisfeito, evidente na expressão do escultor, bem como nos títulos das obras. 
Edward Burne-Jones havia pintado anteriormente entre 1868 e 1870 um idêntico conjunto de quatro pinturas a óleo sobre o mesmo tema que é propriedade de Andrew Lloyd Webber, podendo os dois conjuntos ser vistos e comparados em Galeria.
Nesta segunda série, Burne-Jones usa tons mais suaves, cores mais claras e linhas mais fluidas do que na primeira e apesar de ter sido pintada a óleo tem o brilho e os tons suaves do giz.

## A Série

### Pigmaleão e a Imagem I: Os Desejos do Coração
A primeira imagem reproduz a primeira de quatro pinturas da série, Os Desejos do Coração. Pigmaleão está pensativo avaliando a sua vida solitária, tendo decidido permanecer celibatário face ao estilo de vida que lhe desagrada das mulheres locais. As estátuas atrás dele (uma emulação das Três Graças) são como que o eco das mulheres curiosas que o espreitam pela abertura da porta. Todas as cinco parecem fluidas, lânguidas e nada tímidas. Pigmaleão, olhando por cima da proliferação de tornozelos, coxas e nádegas refletidos no chão e no pedestal em frente dele, está a ponderar a sua próxima criação. Na sua meditação ignora as mulheres à sua volta enquanto imagina a estátua da mulher perfeita.
A maioria dos estudiosos concorda, com base num trecho das Memórias de Georgiana Burne-Jones, que a figura de Pigmaleão nesta segunda série foi baseada no designer William Benson, enquanto Antonio Corsi fora o modelo da primeira série. No primeiro quadro da primeira série há quatro figuras esculturais no fundo representando as Quatro Estações e na segunda série há apenas três esculturas, sendo agora as Três Graças.
O quadro Os Desejos do Coração pode ser interpretado como um prólogo da história. Burne-Jones retrata o jovem escultor perdido em pensamentos, e o trio das Graças esculpidas em fundo dá uma indicação dos seus pensamentos, pois estas figuras iluminadas por uma fonte de luz que jorra da direita, e que se vê pelo espelho no chão do lado esquerdo, estão refletidas no chão de mármore brilhante e servem para ajudar o escultor a alcançar o ideal artístico por que anseia.

### Pigmaleão e a Imagem II: A Mão Detém-se(The Hand Refrains)

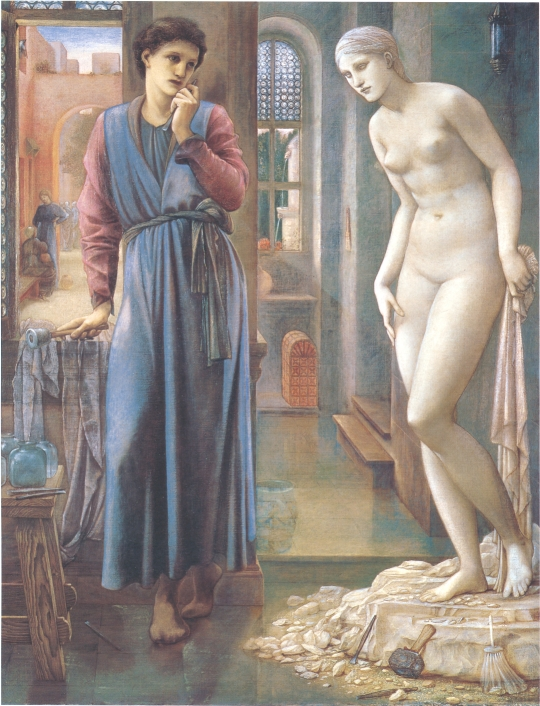
A Mão Detém-se (The Hand Refrains, 1878), segunda série, 98.7 cm x 76.3 cm, óleo sobre tela, Museu e Galeria de Arte de Birmingham

Nesta segunda imagem, Pigmaleão tem a revelação da mulher perfeita. Procedendo como um Deus, ele criou a mulher e agora recua para admirá-la, com a mão que segura o cinzel frio encostada ao rosto como que admirado com a revelação e receoso de tocar a sua criação novamente. A expressão do escultor é mais suave do que no primeiro quadro, Os Desejos do Coração, sendo o olhar revelador que se apaixonou por uma mulher feita de mármore.
Pigmaleão criou Galateia numa posição clássica de Vénus, mas ao contrário das três estátuas e das duas mulheres do primeiro quadro, Galateia parece consciente e embaraçada pela sua nudez, como que a tentar cobrir-se. Pigmaleão, apesar do seu desprezo pelo mundanismo das mulheres locais, criou-a deliberadamente nua e agora assume o papel de voyeur. Embora Pigmaleão esteja agora a olhar, e não a tocar, as várias ferramentas na base da estátua mostram quanto trabalho ele dispendeu para finalizar a estátua, tendo usado na criação de Galateia um maço pesado, um cinzel e lima, bem como uma escova com cerdas macias e quase transparente.
O segundo quadro mostra Pigmaleão em frente da sua obra concluída. A luz que entra pela janela destaca novamente a beleza da estátua, que representa também a limitação do poder humano - o trabalho árduo do artista produziu uma figura ideal, mas o seu esforço enquanto mortal não pode dar vida ao seu ideal.

### Pigmaleão e a Imagem III: A Divindade Dá Vida (The Godhead Fires)

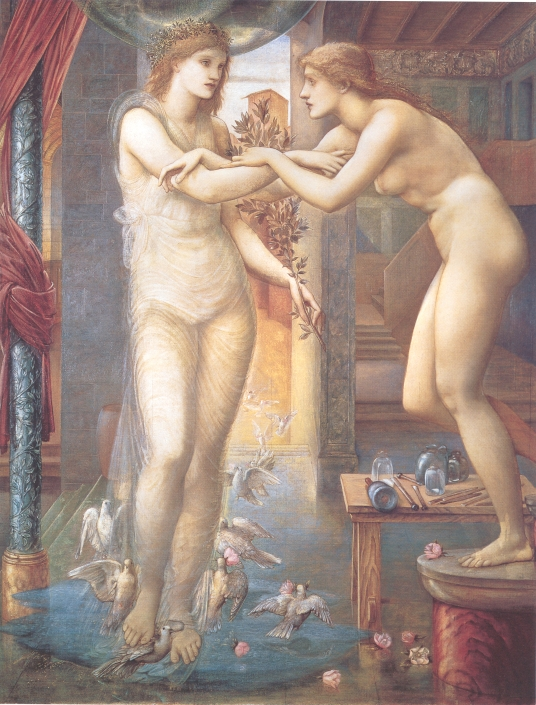
A Divindade Dá Vida (The Godhead Fires, 1878), 2ª Série, 143.7 x cm x 116.8 cm, no Museu & Galeria de Arte de Birmingham

Na versão da história por Ovídio, a cena é situado quando Pigmaleão está no templo de Afrodite a orar pedindo perdão pelos anos que a esqueceu e implorando por uma esposa tão perfeita como a sua criação de mármore. Na sua ausência, Afrodite aparece no estúdio para dar vida a Galateia. Em termos físicos, as duas mulheres apresentam pouca diferença: a mesma expressão facial inatingível, a tonalidade de mármore, uma estatura de amazonas. Ironicamente, os braços entrelaçados delas e o olhar penetrante de Afrodite copiam as mulheres enlaçadas, tão desprezadas por Pigmaleão em Os Desejos do Coração.
Afrodite é identificada pela presença de pombas e rosas - símbolos usualmente associados à Deusa - e pela água a seus pés, o que é uma reminiscência do nascimento dela a partir do mar. Isto também representa o nascimento de Galateia, logo como mulher adulta. Nesta cena, que é fortemente evocativa da A Criação de Adão por Michelangelo no teto da Capela Sistina, a deusa traz cor e sensualidade ao estúdio austero de Pigmaleão e como que ampara a hesitante Galateia. As cortinas coloridas que envolvem sugestivamente uma coluna trabalhada na esquerda não constam das outras imagens da série.
Esta terceira pintura da série, A Divindade Dá Vida, demonstra o poder divino quando a deusa dá o sopro da vida. Sustentada numa nuvem de pombas e rosas, Afrodite ampara Galateia enquanto esta desperta ainda confusa. Metade mulher e metade estátua, os seus braços procuram apoio estando em transformação, enquanto os pés ainda estão colados ao pedestal sobre o qual foi criada.

### Pigmaleão e a Imagem IV: A Alma Conseguiu (The Soul Attains)

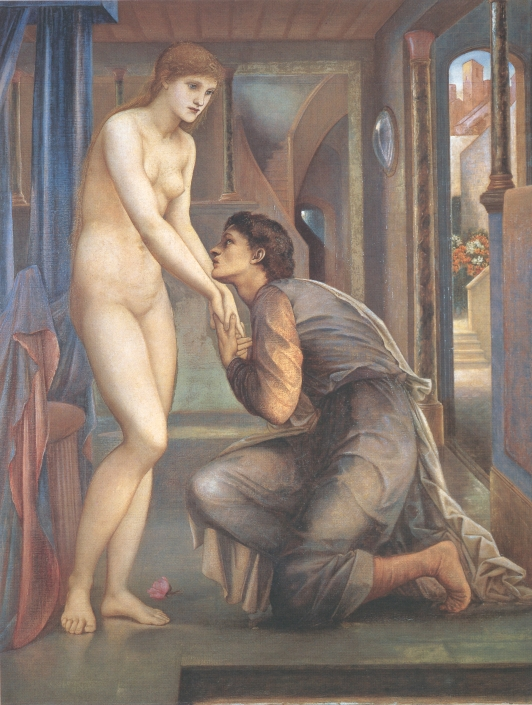
A Alma Conseguiu (The Soul Attains, 1878), 2ª Série, 99.4 cm x 76.6 cm, BM&AG

Quando regressa a casa, Pigmaleão descobre que a sua estátua ganhou vida e ajoelha-se a seus pés.
Em A Alma Conseguiu, Burne-Jones representa a etapa final da lenda estando Pigmaleão ajoelhado em adoração diante da sua mulher acabada de se tornar realidade. Ela estende as mãos para ele, mas não o olha diretamente, mantendo uma expressão pensativa. Característico de muitas das mulheres de Burne-Jones, e das mulheres da pintura dos Pré-Rafaelistas, o seu olhar expressa um sentimento de mistério e de espiritualidade. É como se ela ainda não compreendesse a sua razão de ser e o que o seu criador conseguiu alcançar.

## Outras séries de Burne-Jones
Burne-Jones criou outras séries de pinturas, nelas se incluindoː
- The Briar Rose (1885–1890), que foi baseada no conto de fadas Bela Adormecida (Sleeping Beauty) de Charles Perrault que foi recontada pelos Irmãos Grimm;

- O Mito de Perseu (em inglês:  The Perseus Cycle ) (1875-90s) constituido por quatro pinturas a óleo sobre tela e dez estudos a guache (incluindo os que deram origem às pinturas a óleo), pintados entre 1875 e a década de 1890, através dos quais representa a história mitológica de Perseu, estando as pinturas a óleo na Galeria Municipal de Estugarda, e os estudos a guache na Galeria Municipal de Arte de Southampton.

## Galeria
Pigmaleão e Galateia (primeira série)

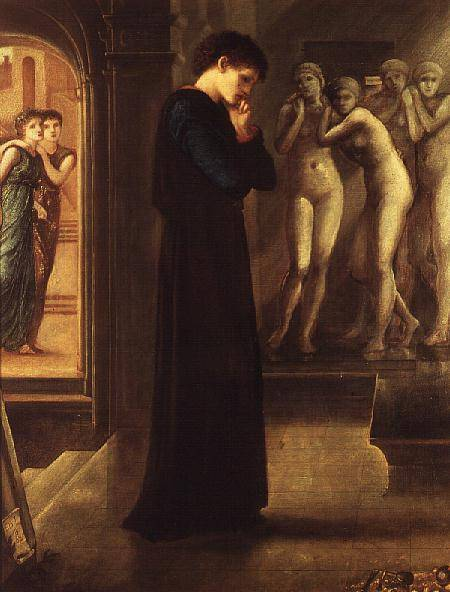
The Heart Desires, 1868–70, col. particular
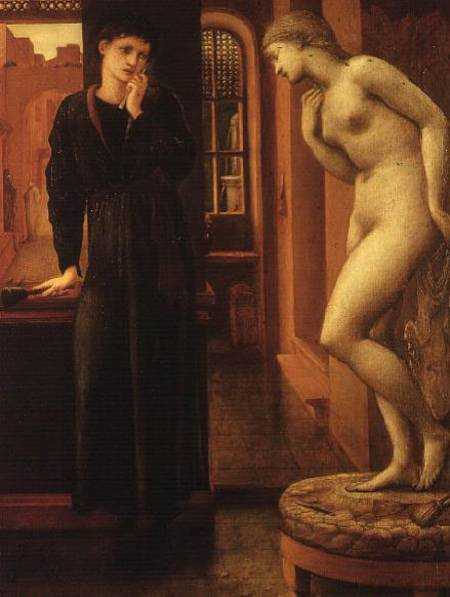
The Hand Refrains, 1868–70, col. particular
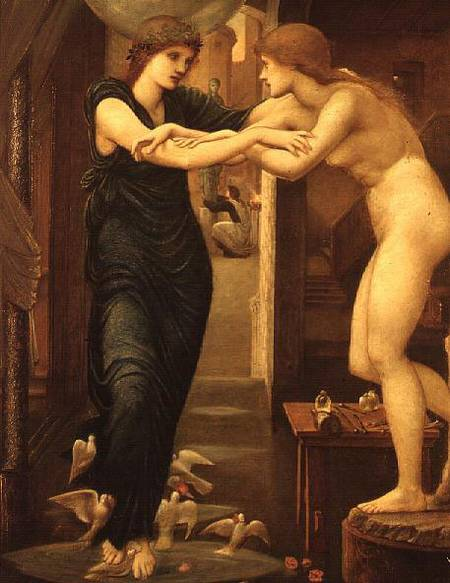
The Godhead Fires, 1868–70, col. particular
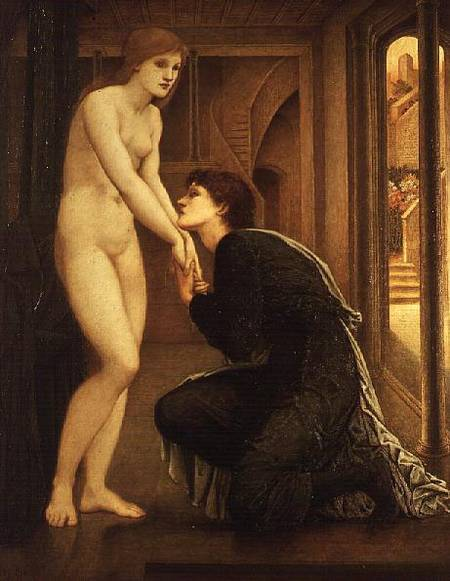
The Soul Attains, 1868–70, col. particular

Pigmaleão e a Imagem (segunda série)

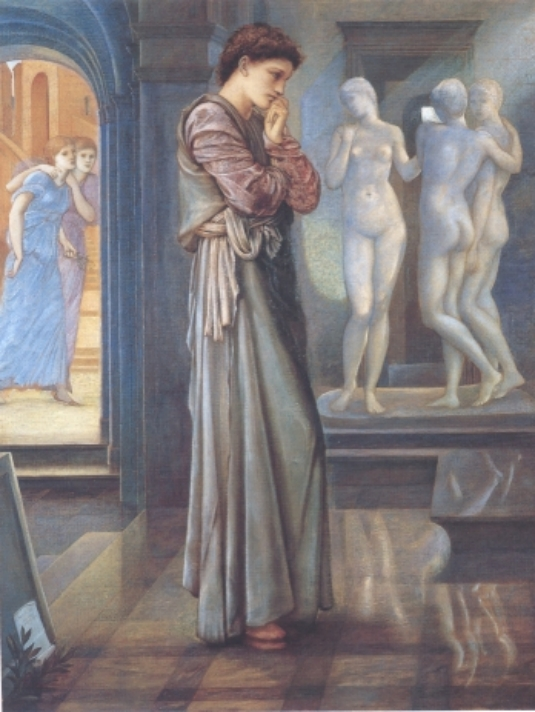
Os Desejos do Coração (The Heart Desires), 1878, BM&AG
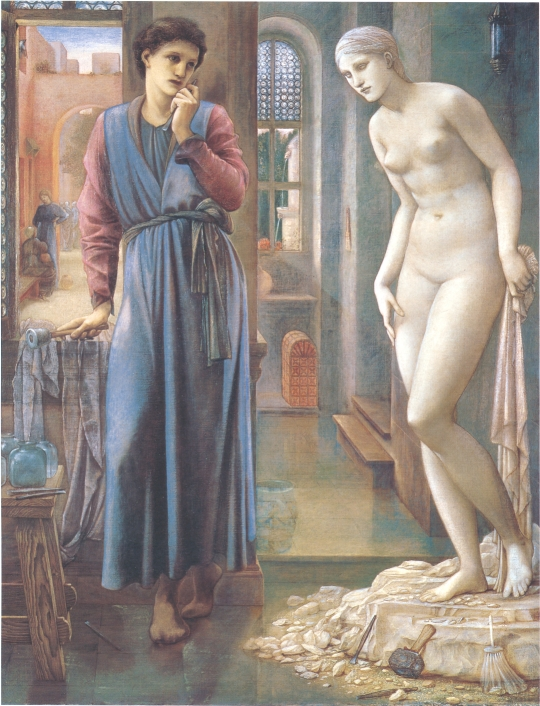
A Mão Detém-se (The Hand Refrains), 1878, BM&AG
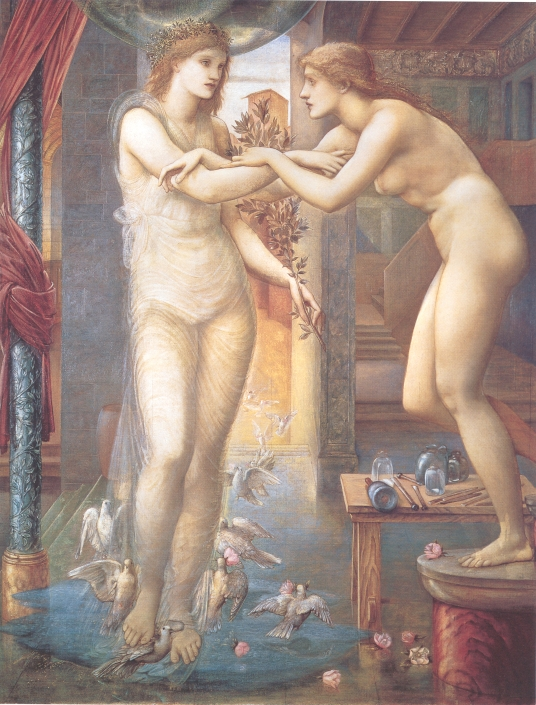
A Divindade Dá Vida (The Godhead Fires), 1878, BM&AG
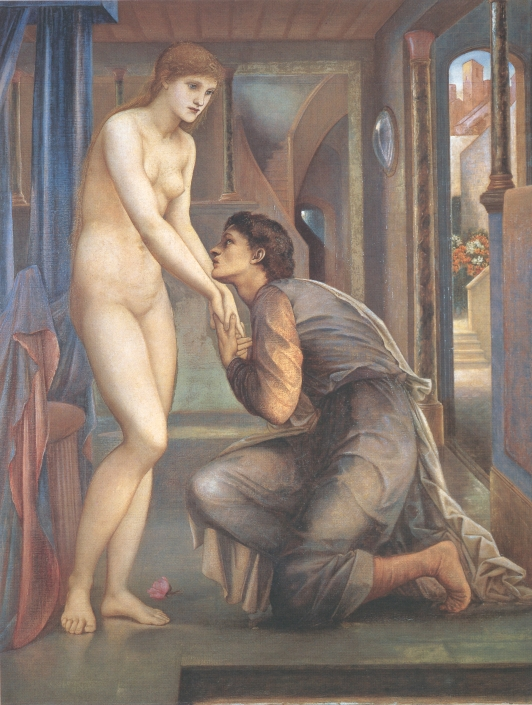
A Alma Conseguiu (The Soul Attains), 1878, BM&AG

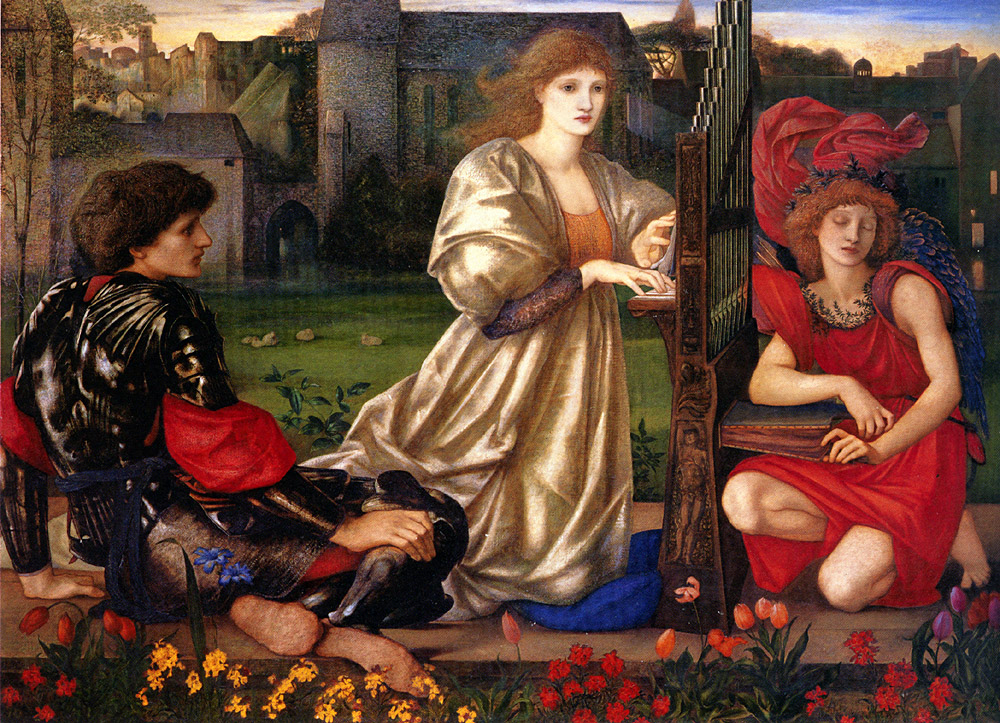
Le Chant d´Amour (c.1868–73), Burne-Jones, Metropolitan Museum of Art